# (8037) 1993 HO1
(8037) 1993 HO1 est un astéroïde Amor découvert en 1993.

## Description
(8037) 1993 HO1 a été découvert le 20 avril 1993 à l'observatoire de Siding Spring, situé près de Coonabarabran, en Nouvelle-Galles du Sud, en Australie, par Robert H. McNaught.

### Caractéristiques orbitales
L'orbite de cet astéroïde est caractérisée par un demi-grand axe de 1,99 UA, un périhélie de 1,16 UA, une excentricité de 0,42 et une inclinaison de 5,91° par rapport à l'écliptique. Du fait de ces caractéristiques, à savoir un périhélie compris entre 1,017 et 1,3 UA, il est classé comme astéroïde Amor, une famille d'astéroïdes géocroiseurs, s'approchant de l'orbite de la Terre.

### Caractéristiques physiques
(8037) 1993 HO1 a une magnitude absolue (H) de 16,4 et un albédo estimé à 0,185.